# Selbstkreuzigung

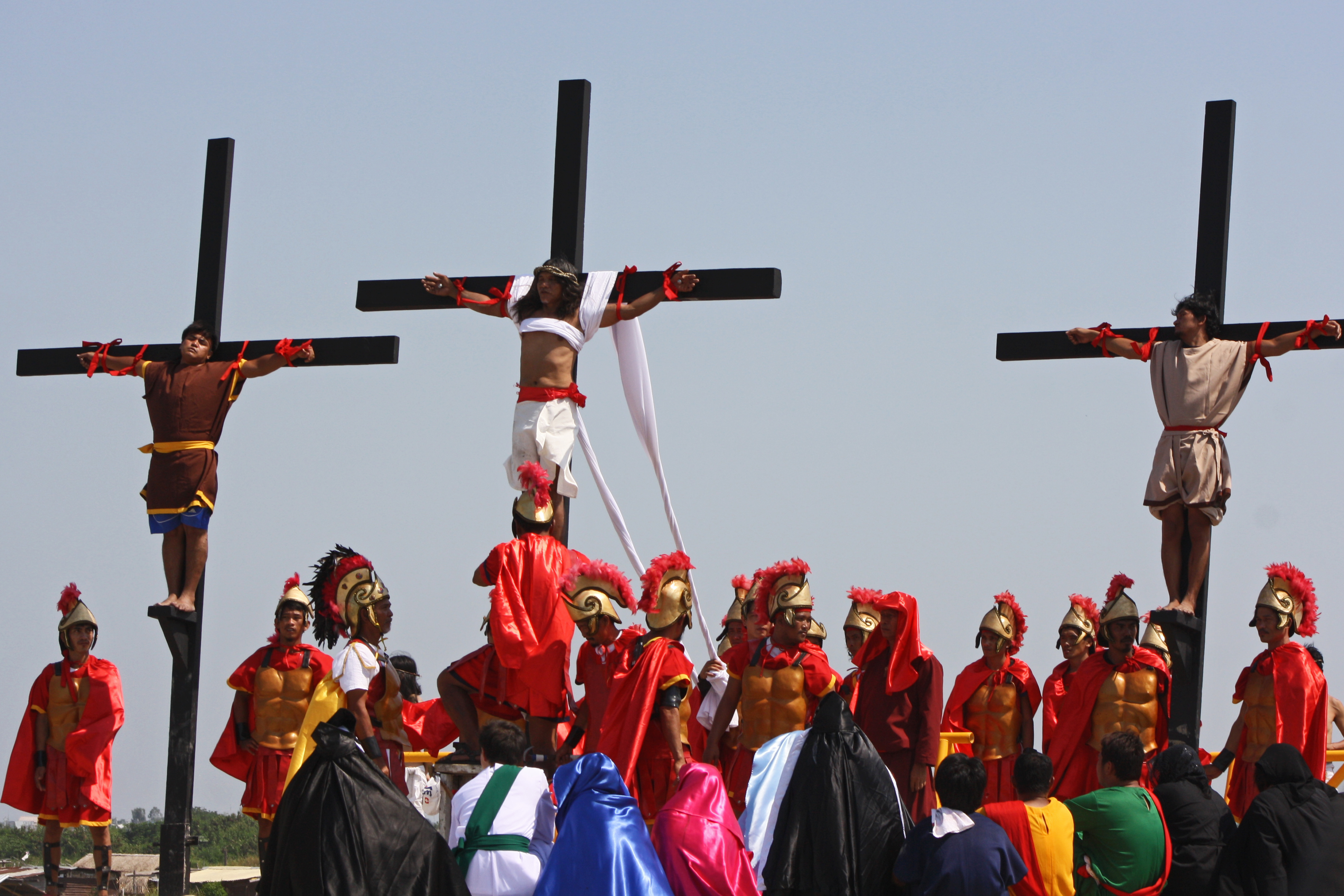
Selbstkreuzigung auf den Philippinen

Als Selbstkreuzigung bezeichnet man eine spezielle Art der Selbstkasteiung, bei der sich der Praktizierende nach dem Vorbild Jesu an ein Kreuz nageln oder binden lässt, um so Buße zu tun und sich von den begangenen Sünden zu reinigen. Vor allem auf den Philippinen ist diese Form der Kasteiung bis heute gängige Praxis.

## Geschichte
Im Gegensatz zur Selbstkasteiung, die im Mittelalter durchaus gängig war, waren Selbstkreuzigungen im christlichen Abendland weder anerkannte noch übliche Frömmigkeitspraxis – einige wenige Ausnahmen wurden schnell als Verirrung oder „religiöser Wahnsinn“ gesehen. So berichtet Karl Wilhelm Ideler 1848 über zwei Ende des 18., Anfang des 19. Jahrhunderts durchgeführte Selbstkreuzigungen und beschreibt darin auch die Reaktionen der jeweiligen Umwelt, die mit Unverständnis reagieren und die Kreuzigung als „Wahnsinn“ interpretieren. Nach Peter J. Bräunlein wurde die Selbstkreuzigung, wie wir sie heute noch vorfinden, 1962 auf den Philippinen „erfunden“. Sie entwickelte sich durch die Idee der Buße und Flagellation, die über Missionsorden dorthin gelangte und mit Begeisterung aufgenommen wurde.

## Motive
Neben der Buße für begangene Sünden, welche das Hauptmotiv für Selbstkasteiungen wie auch Selbstkreuzigungen darstellt, findet man einen weiteren Beweggrund in dem Verlangen nach der imitatio Christi: Weil Christus für die Sünden am Kreuz gelitten habe, und somit den Gläubigen vor ewigem Leiden nach dem Tode durch seine schmerzvolle Kreuzigung bewahrt habe, müsse man sich dessen schmerzüberwindende Schmerzen immer wieder vergegenwärtigen. Das Motiv ist in diesen Fällen also keine moralische Maxime, sondern vielmehr mnemotechnisches Prinzip: Damit die Leiden Christi nicht vergessen werden, sollen sie nicht nur geistig, sondern auch am eigenen Leib nachvollzogen werden.

## Verbreitung
Auf den Philippinen wird die Selbstkreuzigung bis heute praktiziert: Jedes Jahr lassen sich in der Karwoche Gläubige im Zuge organisierter Passionsspiele kreuzigen. Die römisch-katholische Kirche missbilligt diese Form der Buße oder des Gedenkens an Christus.